# Arsenal de Paris
Pour les articles homonymes, voir Arsenal (homonymie).

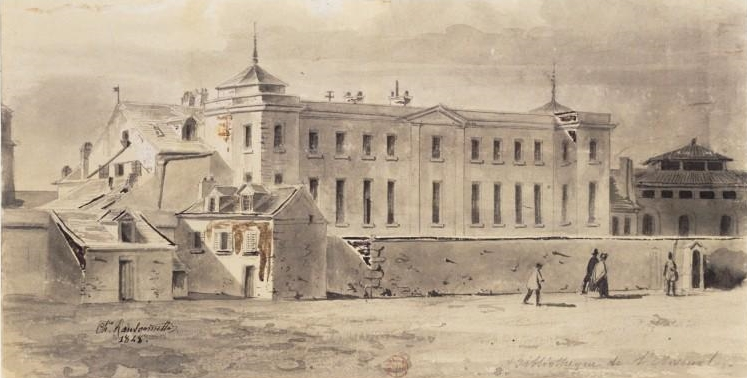
L’Arsenal vu du boulevard Morland par Charles Ransonnette en 1848.

L’arsenal de Paris est un ancien dépôt de munitions et d’armes de guerre royal parisien situé sur la rive droite, en bordure d’un petit bras de la Seine aujourd’hui comblé, face à l’ancienne île Louviers. Son site fait partie de l'actuel quartier de l'Arsenal du 4e arrondissement de Paris qui lui doit son nom.

## Historique
Dès le XIVe siècle, il existait un dépôt de munitions et d’armes de guerre royal sur la rive droite, en face de la pointe est de l’ile Louviers, où se voyait autrefois la tour de Billy. La ville de Paris possédait tout près de là, derrière l’enclos des Célestins, au lieu-dit le Champ-au-Plâtre, de vastes terrains, sur lesquels elle avait élevé deux grands magasins, nommés « Granges de l’artillerie », où était établie l’artillerie de la ville.
En 1533, François Ier emprunta l’un de ses magasins à la ville de Paris pour forger ses propres canons. Malgré les protestations et les réclamations du prévôt des marchands et des échevins, il s’empara bientôt du second et ses successeurs gardèrent les magasins. Lorsque trente ans plus tard, un incendie détruisit de fond en comble tous les bâtiments servant à la fabrication des canons et à la garde des munitions, faisant suite à la foudre qui, en 1538 avait frappé la tour de Billy, le roi Charles IX fit élever, et non la ville de Paris, de nouvelles constructions à ses frais. Désormais, la propriété de l’Arsenal ne fut plus contestée au roi.

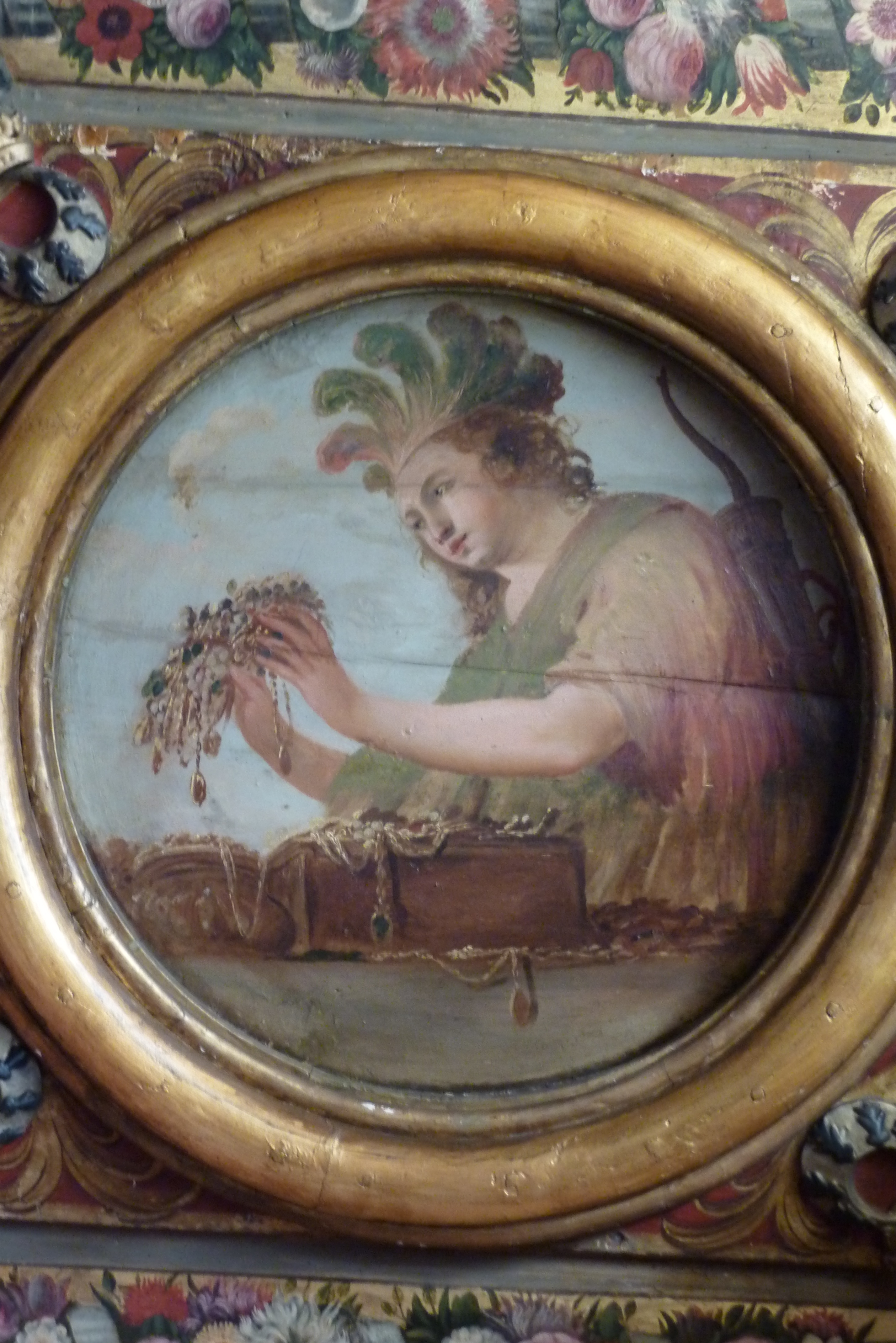
Détail du cabinet de Sully.

À la suite de l’installation, en 1572, du grand maître de l’artillerie de France, Charles IX, Henri III et surtout Henri IV contribuèrent successivement au développement de ce vaste établissement, dont les dépendances s’étendirent dès lors jusqu’aux murs de la Bastille. En 1599, Sully, devenu grand maître de l’artillerie, vint habiter l’Arsenal. Il pensait que le site était en mauvais état après les guerres de la Ligue. Il y entreprit des travaux importants afin de répondre à son ambition d'en faire une place forte. Il y reçut Henri IV qui, s’il faut l’en croire, s’y plaisait si fort qu’il voulut qu’on lui fît préparer un appartement, afin d’y pouvoir venir passer plusieurs jours chaque mois. Après avoir, dîné, soupé et joué à l’Arsenal deux jours de suite, il aurait commandé, le 26 mars 1609, à Sully de lui faire aménager quatre chambres dans l’hôtel du grand maître. Henri IV a fait aménager sur la rive de la Seine, en face de l'île Louviers, une grande allée plantée d'arbres. On y pratiquait le jeu de mail, La légende veut qu’on conserve encore à l’Arsenal quelques traces de ce séjour, sous la forme de deux pièces ayant fait partie de cet appartement et connues sous le nom de « cabinet de Sully ». De même, la tradition affirme que c’est à l’Arsenal qu’il se rendait lorsqu’il fut poignardé par Ravaillac. L'Arsenal devint donc un lieu de plaisance, même si son rôle militaire restait important. Tous les projets militaires construits sous Henri IV étaient relatés par l'historien Sauval en 1724. Louis XIII entreprit des travaux d'un petit arsenal, de l'autre côté de la Seine, pour y fabriquer du salpêtre. Cette décision a été faite car la fonction de villégiature et de plaisance a pris le pas sur le rôle militaire de l'Arsenal. Ce nouvel espace prit le nom de la Salpêtrière, aujourd'hui devenu l'Hôpital de la Salpêtrière.
En 1634, Charles de La Porte, maréchal de la Meilleraye, vint à son tour habiter l’Arsenal lorsqu’il succéda à Antoine Coëffier de Ruzé, marquis d'Effiat, dans la charge de grand maître de l’artillerie de France. Il a également participé aux rénovations du site mais y a diversifié ses activités, comme un lieu de loisir et de célébrations, de demeure et de justice. De nombreuses chambres de justice y ont été mises en place notamment pour les affaires autour de Nicolas Fouquet de 1661 à 1664, et l'affaire des poisons de 1680 à 1682,. Après avoir épousé sa seconde femme Marie de Cossé en 1637, il fit redécorer les appartements avec des peintures rappelant les faits les plus glorieux de sa vie dans le « cabinet de Sully » et une galerie des femmes fortes, comprenant quatorze femmes dont la reine de Babylone Sémiramis, trois reines amazones Hippolyte, Antiope et Penthésilée ; quatre figures de l'Ancien Testament Esther, Jahel, Judith et Débora ; trois personnalités de la Rome antique Lucrèce, Pauline et Bérénice ; et trois femmes de l'ère chrétienne la « Judith française », Jeanne d'Arc et Marie Stuart dans l’oratoire de la maréchale. Cette dernière s'est faite représenter en veuve sous les traits de cette dernière figure. Marie de Cossé, en s'installant à l'Arsenal, décida de transformer le cabinet d'Henri IV en un pavillon d'été, devenant un lieu important du milieu mondain parisien du XVIIe siècle appelé « la Terrasse » où ballets et pièces de théâtre étaient joués.
Le maréchal d'Humières, grand maître d'artillerie, entreprit dès 1685 d'organiser, au sein du site, un dépôt d'armes portatives et de modèles réduits, conçu comme un conservatoire, à des fins éducatives pour les officiers. Cet ensemble constitua la première pierre de la collection du futur musée d'Artillerie.

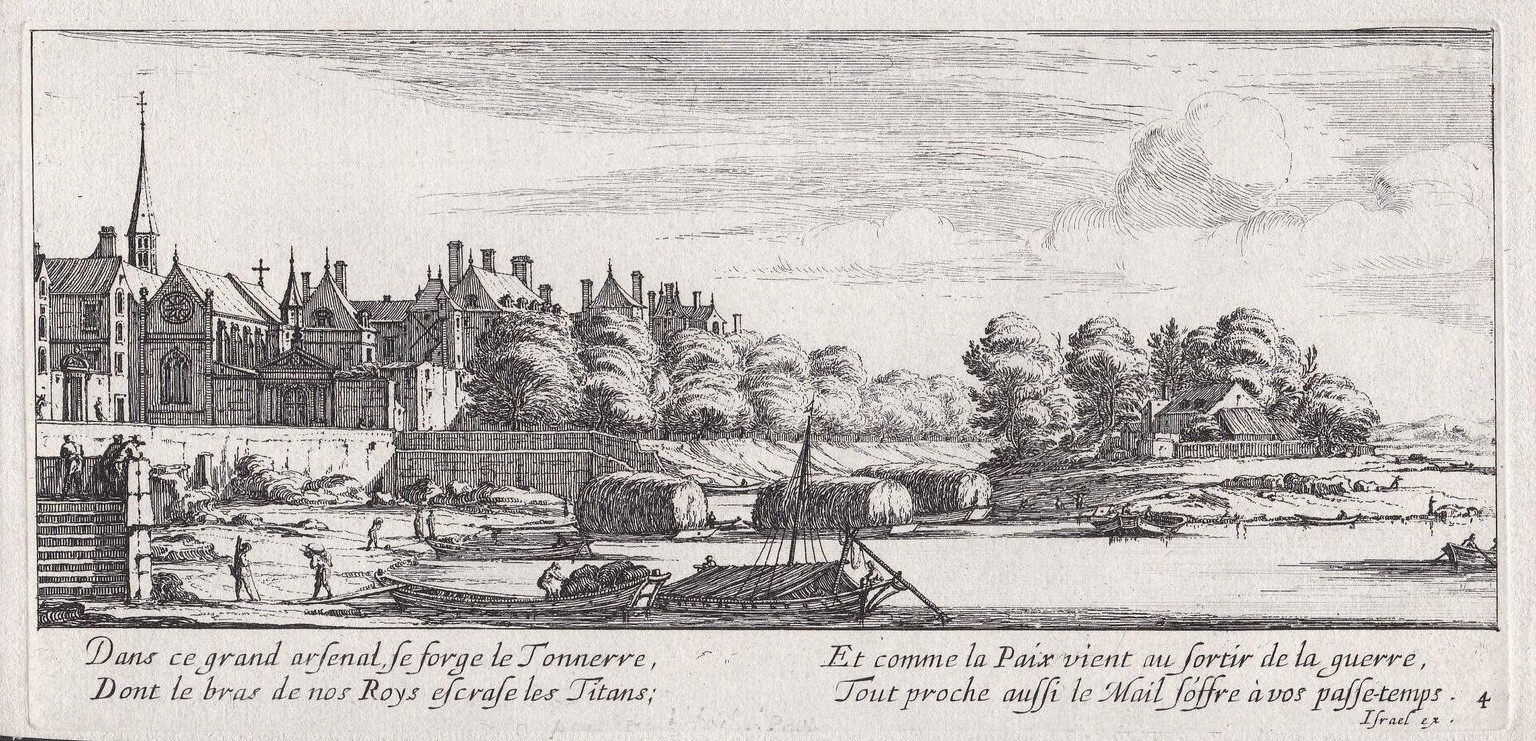
L'arsenal de Paris, par Israël Silvestre - ca. 1650

Lorsque, en 1694, Louis Auguste de Bourbon, duc du Maine et fils de Louis XIV, remplaça Louis de Crevant, maréchal d’Humières, comme grand maître de l’artillerie, quelques remaniements furent encore effectués, à la suite de quoi ces pièces semblent être restées à peu près dans le même état jusqu’à la deuxième moitié du XIXe siècle. Si le règne de Louis XIII produisit peu de changements dans l’arsenal de Paris, celui de son successeur entraina, en revanche, des bouleversements majeurs dans la destination de cet établissement, dont une partie ne servit plus qu’à abriter le grand maître de l’artillerie ou à fournir des logements à ses protégés, tandis que l’autre partie se voyait affectée à la fonderie, non pas des canons, mais des statues destinées à orner le château de Versailles et les autres maisons royales.
En 1718, au cours de la régence du duc d'Orléans, fut construit, sur les plans de l’architecte Germain Boffrand, un nouvel édifice, en bordure du petit bras de la Seine, dont il n’était séparé que par le mail, étroite bande de terre devenue ensuite le quai Morland, intégrée aujourd’hui au boulevard Morland. La tradition affirme que le duc d’Orléans aurait fait ajouter ce monument à l’ancien hôtel du grand maître pour essayer d’apaiser la colère que montra la duchesse du Maine, au moment où fut cassé le testament de Louis XIV qui attribuait la régence à son mari.
En parallèle de la constitution de la bibliothèque par Antoine-René de Voyer d'Argenson, l'Arsenal devint, dans la seconde moitié du XVIIIe siècle, un lieu important de science en la personne de Antoine de Lavoisier,. Il s'y installa, en tant que nouveau Régisseur des Poudres et Salpêtres, avec sa femme Marie-Anne Pierrette Paulze en 1776. Ses expériences ont été importantes quant à l'avenir des activités de l'Arsenal dans la production de salpêtre et de poudre à canon,. Il y fit, également, des expériences de chimie qu'il a présenté à l'Académie Royale des Sciences : l'analyse de l'air et sa décomposition en azote ( « mofette résiduaire ») et en oxygène (« l'air vital »), mettant en avant le rôle important de l'oxygène dans la respiration,.

## Description

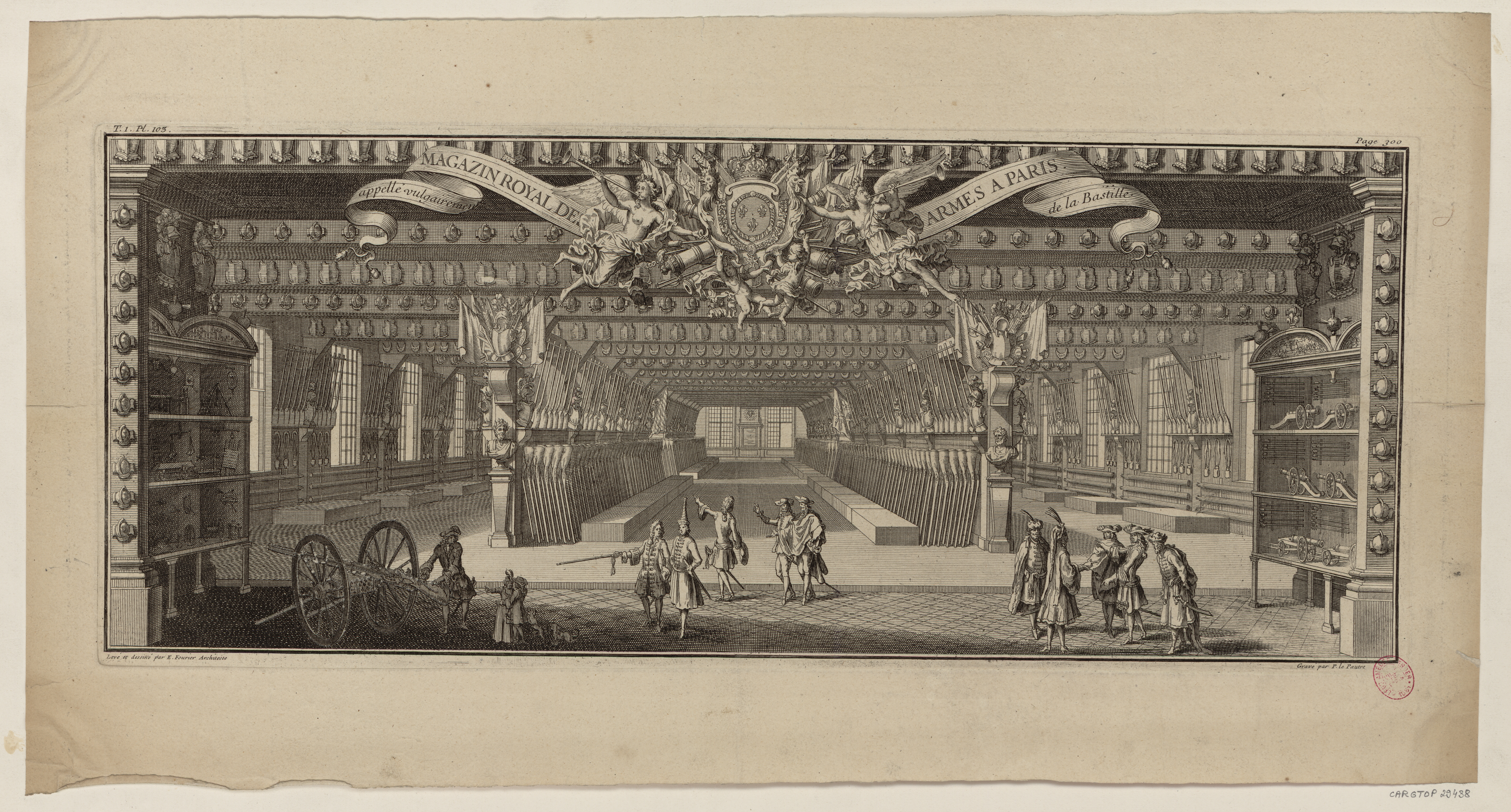
Vue de l'intérieur de l'arsenal vers 1700.

Au XVIIIe siècle, l’arsenal de Paris se composait d’une série de bâtiments et de cours. L’entrée de l’Arsenal, extrêmement resserrée entre l’église des Célestins et le quai du mail, était située sur la rue du Petit-Musc, à l’endroit à peu près où cette rue débouche sur le quai. La direction qu’on suivait était exactement celle qu’on suit encore lorsqu’on prend la rue de Sully. Après avoir passé la première porte, le visiteur se trouvait dans la cour dite des Célestins, ayant à sa gauche l’église et le mur des Célestins, et, à sa droite, un corps de bâtiment qui a entièrement disparu pour être en partie remplacé par des maisons qui masquaient l’entrée. Continuant son chemin, il arrivait, après avoir traversé le passage de l’Horloge, dans la cour du grand maître, dite aussi cour des princes, ou Cour du manège, qui occupait à peu près, mais avec plus de largeur, l’emplacement de l’actuelle rue de Sully. Alors, on avait à sa droite l’hôtel du grand maître de l’artillerie de France, devenu à présent la bibliothèque de l’Arsenal. À gauche, la cour du grand maître était limitée par le mur de la vigne des Célestins : ce mur régnait encore le long de la troisième cour, dite Cour des écuries. À droite de cette cour, se terminait l’enclos des Célestins, qui s’étendait, d’autre part, jusqu’à la rue de la Cerisaie. Puis venait une quatrième cour, dite du Secrétariat. De celle-ci partait une allée plantée d’arbres, qui, se dirigeant, à gauche, vers la Bastille, faisait communiquer le Grand Arsenal avec le Petit Arsenal, situé près de la Bastille, à peu près en bordure du canal Saint-Martin. Après la Cour du secrétariat, s’en trouvait encore une cinquième, nommée la Cour de la fonderie. Enfin, tout au fond de cette sorte de long corridor, existait une sixième cour, très exiguë, appelée la Cour du commissaire des fontes. Ces quatre dernières cours étaient entourées de bâtiments dont il ne subsiste aucun vestige. À gauche, en revenant vers la Bastille, il y avait des jardins, des maisons occupées par divers personnages, et enfin le Petit Arsenal, composé de bâtiments séparés entre eux par des cours, dont les plus connues étaient la Cour du salpêtre et la Cour de l’orme. De toutes ces constructions, fort nombreuses, qui constituaient l’arsenal de Paris, dans la seconde moitié du XVIIIe siècle, il ne reste plus aujourd’hui que l’hôtel du grand maître, qui est aujourd’hui la bibliothèque de l’Arsenal.

## La conversion

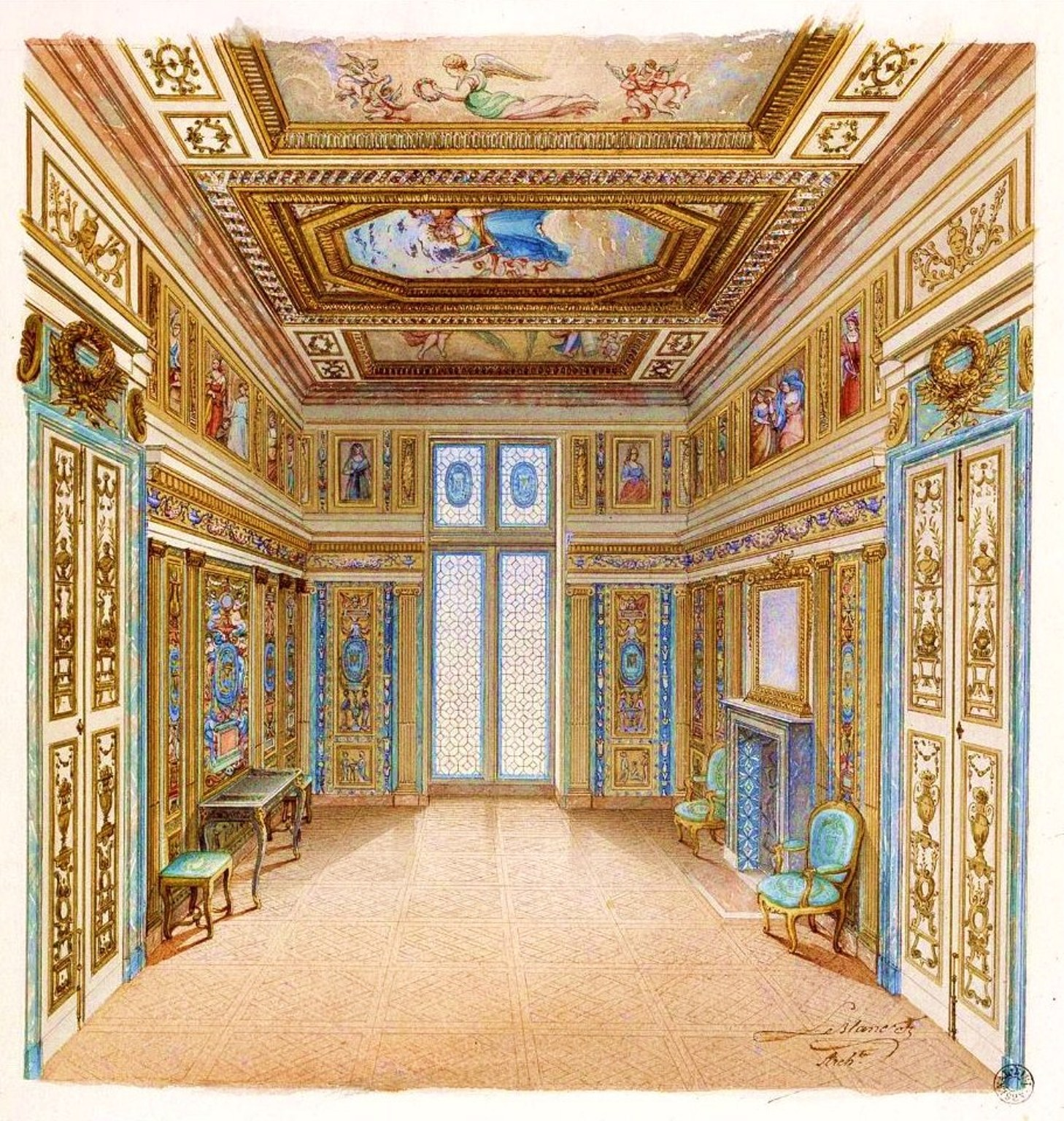
Appartement de la maréchale de la Meilleraye. Aquarelle de Ferdinand Le Blanc (1820-1905), architecte. Bibliothèque de l'Arsenal, Paris.

En 1757, le marquis de Paulmy vint s’établir dans l’Arsenal et y occupa pendant de longues années l’hôtel du grand maître sans pour autant être pourvu de la charge de grand maître de l’artillerie. Il n’y était titulaire d’aucune fonction mais, à partir du jour où le comte d’Eu, fils du duc du Maine, eut renoncé, en 1755, à la charge de grand maître, qui fut et demeura supprimée, les fonctions de gouverneur de l’arsenal de Paris furent exercées par le bailli du bailliage de l’artillerie de France. Dès lors, la Cour du secrétariat fut occupée par l’hôtel du ministre de la guerre. Le prince de Montbarrey eut un logement dans la Cour de la fonderie. La riche collection, constituée notamment de manuscrits médiévaux et d’estampes que possédait Paulmy constitua les prémices de la future bibliothèque de l’Arsenal, à laquelle virent s’ajouter, à la Révolution, les archives de la Bastille et de nombreuses œuvres de qualité provenant des grandes abbayes parisiennes.

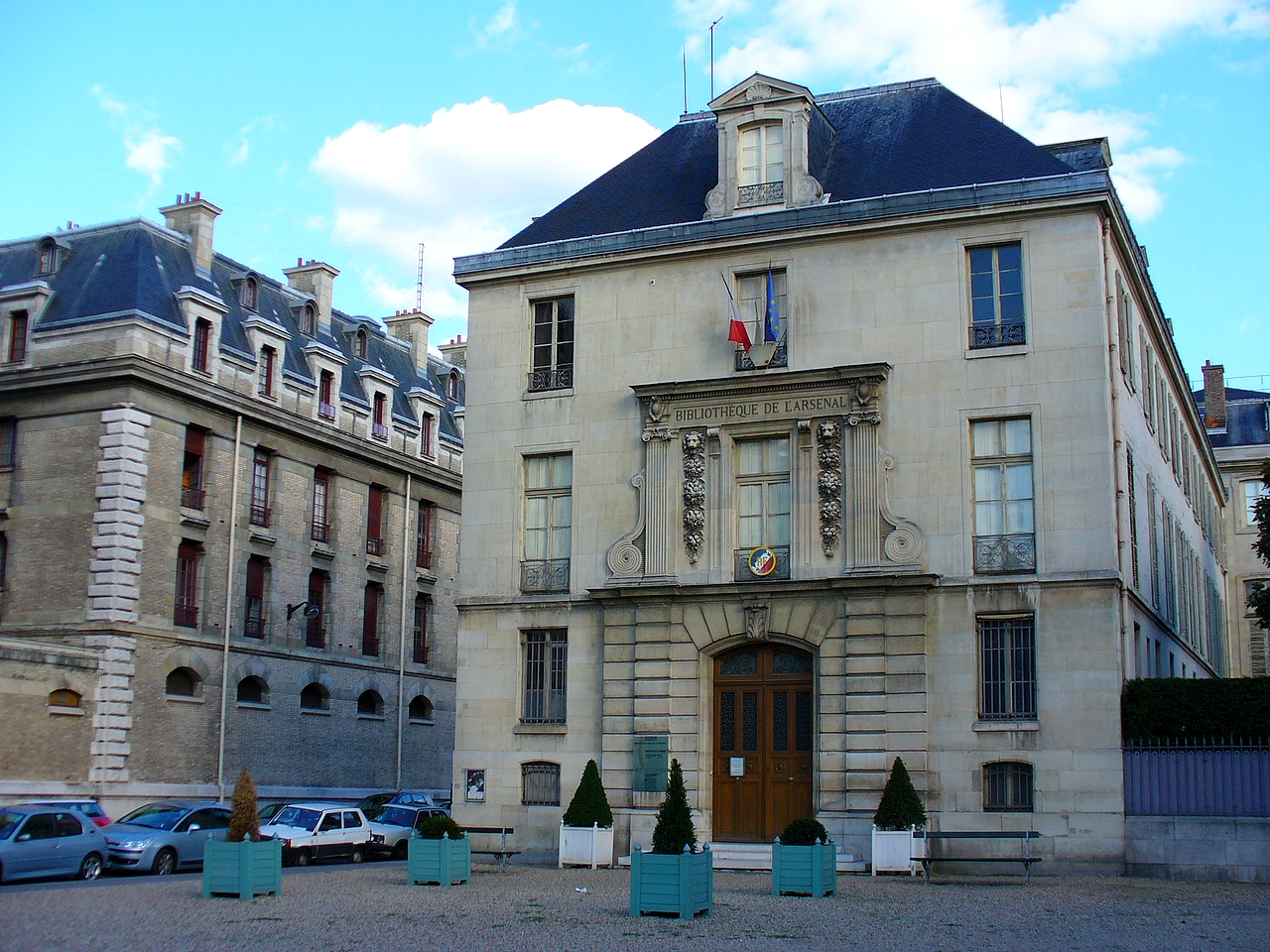
Vue de l’Arsenal (bibliothèque) aujourd’hui.

Au temps du marquis de Paulmy, le jardin de l’Arsenal était déjà public. Le mail ne fut ouvert qu’au commencement du XIXe siècle et devint alors le quai Morland. Un pont de bois, le pont de Grammont, construit sur pilotis dans le prolongement de la rue du Petit-Musc, faisait communiquer l’ile Louviers avec la terre ferme, du côté de la rive droite. Au XVIIIe siècle, existait une terrasse qui s’élevait au bout de la façade de Holfrand, du côté du couchant, près de laquelle se trouvait une chapelle, dont le marquis de Paulmy avait la jouissance. En 1847, le bras de Grammont, fort étroit, qui séparait l’île Louviers de la rive droite de la Seine, et qu’il était possible de passer à sec pendant l’été, fut comblé et réuni au quai Morland pour former le boulevard Morland.
En 1864, l’architecte de la bibliothèque de l’Arsenal, Théodore Labrouste, décida de déplacer les deux chambres qui passaient pour avoir fait partie de l’appartement de Henri IV. Au lieu d’être, comme jadis, à l’exposition du sud-ouest, en bordure de la Seine, c’est-à-dire aujourd’hui du boulevard Morland, le cabinet dit de Sully et l’oratoire de Marie de Cossé furent transférés au-dessus de la grande porte d’entrée. Les nouvelles pièces construites par Labrouste s’étant trouvées plus grandes que les panneaux, plafonds et décorations qu’elles étaient destinées à contenir, il fallut recourir à des expédients pour déguiser ce défaut de mesures. Le restaurateur fut chargé de transporter dans un nouveau cadre tout ce qui restait de l’ancienne ornementation. Dans le cours du XIXe siècle, les modifications apportées à l’économie générale de l’hôtel du grand maître de l’artillerie ont eu principalement pour but divers aménagements intérieurs, destinés à fournir de la place au nombre toujours croissant des livres. Le corps même de l’édifice central, n’a reçu presque aucune modification à l’extérieur, tandis que dans la dernière moitié du XIXe, les vieux bâtiments qui s’élevaient à chaque extrémité de l’ancien hôtel du grand maître ont été remplacés par deux pavillons d’une architecture similaire au reste de la façade bordant la rue de Sully.
De 1867 à 1868, l'architecte et inspecteur des bâtiments civils, Ferdinand Le Blanc (1820-1905), est chargé de la restauration des appartements de la maréchale de la Meilleraye née Marie de Cossé-Brissac.
La reconversion de l’Arsenal fut, en quelque sorte, complétée le 28 avril 1797, avec l’ouverture au public du corps principal des bâtiments aujourd’hui affectés à la conservation des ouvrages de la bibliothèque.